# Hala Rycerzowa

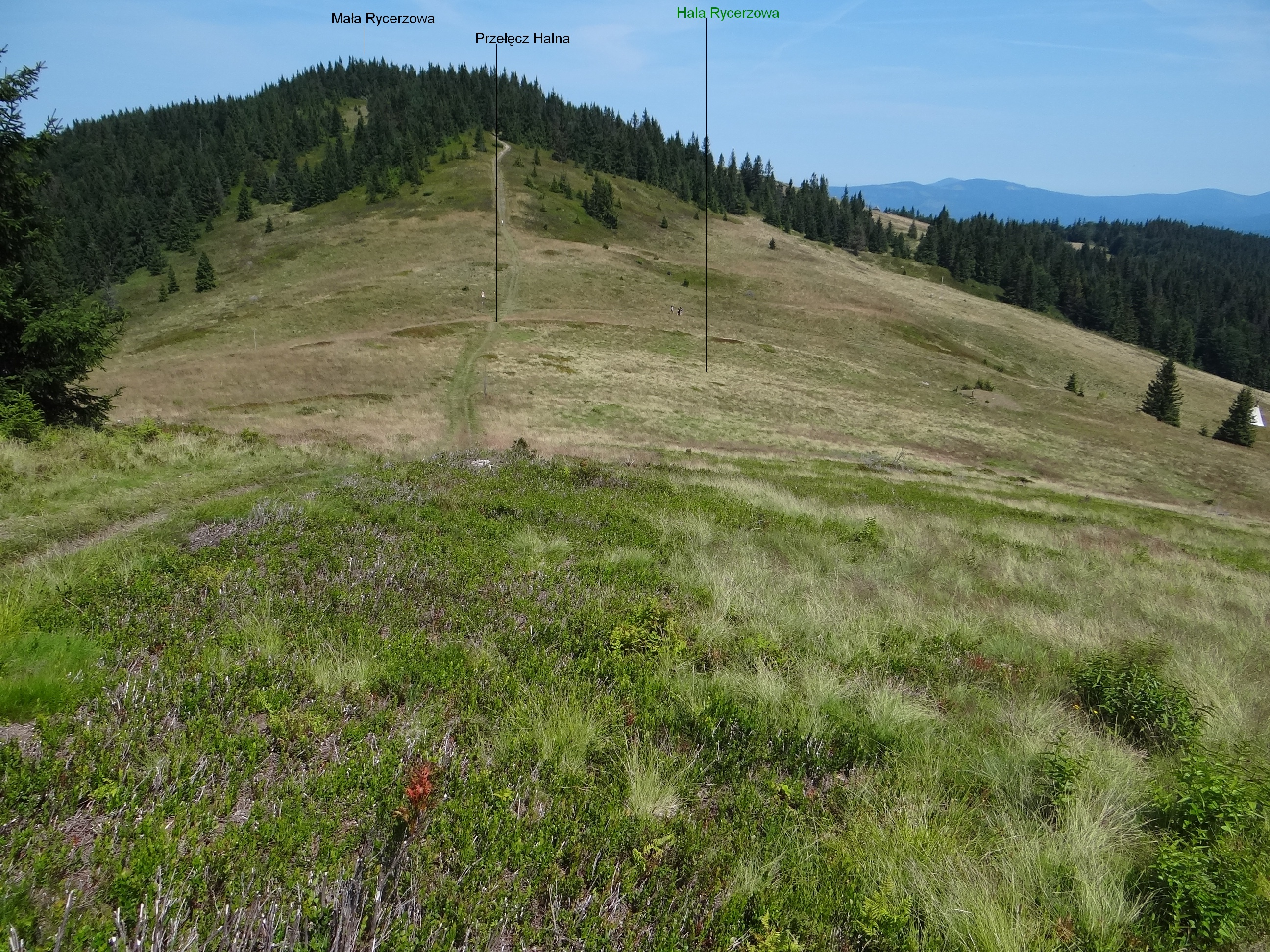
Hala Rycerzowa

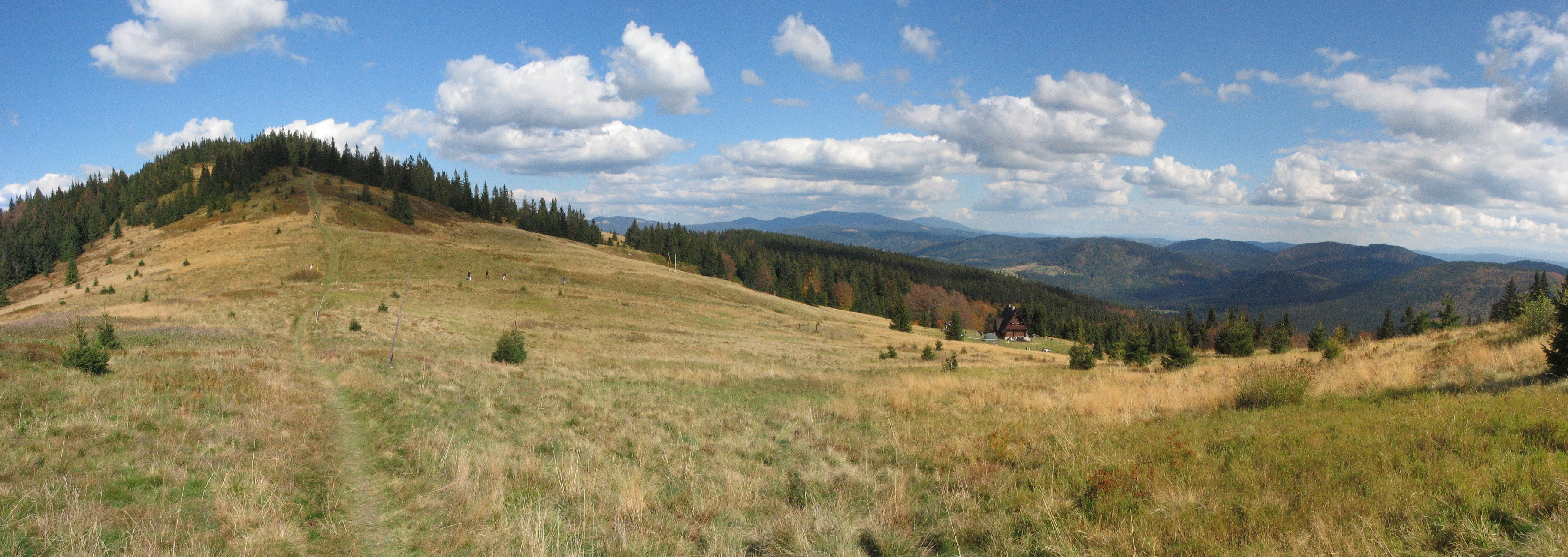
Hala Rycerzowa i Mała Rycerzowa

Hala Rycerzowa – duża polana w Grupie Wielkiej Raczy w Beskidzie Żywiecko-Kisuckim. Znajduje się na Przełęczy pod Rycerzową (zwanej także Przełęczą Halną, 1165 m) i stokach wznoszących się nad nią szczytów Wielkiej Rycerzowej (1226 m) i Małej Rycerzowej (1207 m). Największa część polany znajduje się na wschodnich stokach Przełęczy pod Rycerzową i tutaj też, na wypłaszczeniu terenu znajduje się schronisko turystyczne – bacówka PTTK na Rycerzowej.
Halami dawniej w Karpatach nazywano polany, które nie były koszone, lecz tylko wypasane i stąd pochodzi pierwsza część nazwy. Druga część nazwy pochodzi od miejscowości Rycerka Dolna i Rycerka Górna (dawniej Rycerka), które prawdopodobnie były własnością rycerską. Nazwę tej wsi oraz szczytu wymienia Andrzej Komoniecki w dziele Chronografia albo dziejopis żywiecki. Polanę zaś, jak większość polan w Beskidzie Żywieckim wytworzyli Wołosi metodą cyrhlenia.
Z rzadkich roślin na Hali Rycerzowej tej rośnie dzwonek piłkowany. Hala nie jest już wypasana, z powodów nieopłacalności ekonomicznej pasterstwo w Karpatach uległo bowiem ogromnemu ograniczeniu. Dzięki dużym niezalesionym terenom stanowi jednak doskonały punkt widokowy. Znajduje się też na niej duży węzeł szlaków turystycznych.
Hala Rycerzowa znajduje się w granicach wsi Soblówka w województwie śląskim, w powiecie żywieckim, w gminie Ujsoły. W regionalizacji fizycznogeograficznej Polski według Jerzego Kondrackiego Grupa Wielkiej Raczy zaliczana jest do Beskidu Żywieckiego, w nowszej polskiej regionalizacji z 2018 roku do Beskidu Żywiecko-Kisuckiego.

## Szlaki turystyczne
Zwardoń – Wielka Racza – przełęcz Przegibek – Wielka Rycerzowa – Przełęcz pod Rycerzową – Młada Hora – Rycerka Dolna stacja kol.
 Przełęcz Halna – Wiertalówka – przełęcz Kotarz – Muńcuł – Ujsoły
 Przełęcz pod Rycerzową – Bacówka PTTK na Rycerzowej – Soblówka
 Przełęcz pod Rycerzową – przełęcz Przegibek.